# Vlade Matošić
Vlade Matošić (Split, 13. svibnja 1892. – Split, 19. ožujka 1978.) bio je hrvatski političar i odvjetnik te gradonačelnik Splita.

## Životopis
Vladimir Đordano (Jordan) Matošić rođen je 13. svibnja 1892. u obitelji Paška Špire i Mande rođ. Aržić. Vlade je imao jedanaestero braće i sestara.
Diplomirao je i doktorirao pravo na zagrebačkom Pravnom fakultetu. Od 1921. politički se aktivirao u okviru Organizacije jugoslovenskih nacionalista (ORJUNA). Od 1923. bio je predsjednik Oblasnog odbora Orjune za Dalmaciju.
Do svibnja 1935. bio je član Jugoslavenske nacionalne stranke (JNS). Poslije izbora, Matošić je napustio JNS te osnovao „Jugoslavenski skup“. Od 13. listopada 1938., Matošić je zamijenio Mirka Buića na mjestu splitskog načelnika. U prosincu 1938. izabran je u Narodnu skupštinu u Beogradu, na listi JRZ-a.
Za vrijeme Drugog svjetskog rata podržavao je četnički pokret Draže Mihailovića. Po dolasku partizana u Split nastavio je sa odvjetničkom djelatnošću sve dok mu licenca nije oduzeta 1946. godine. Umro je u Splitu 19. ožujka 1978. godine.
Bio je član masonske Lože "Pravda" u Splitu.

### Članci
- Milovančev, Nikola. 2022. Dalmatinski jugomonarhisti u dokumentima OZNE-e i UDBE-e. Dr. Čedomilj Medini, dr. Vlade Matošić, Slavko Arneri, Vojin Arambašin. Zbornik Janković. Ogranak Matice hrvatske u Daruvaru. Daruvar. 6 (7): 282–327